# Mediocre (album)
Mediocre è il primo album di Ximena Sariñana pubblicato nel 2008.

## Il disco
La produzione è di Ximena Sariñana, Tweety González, Juan Campodónico, Gerardo Galván, Bruno Bressa

## Brani
L'edizione del disco pubblicata in spagnolo, contiene 18 tracce.
1. Mediocre – 4:16 (testo: Ximena Sariñana – musica: Ximena Sariñana)
2. Vidas Paralelas – 3:57 (testo: Ximena Sariñana, Baltazar Hinojosa – musica: Ximena Sariñana, Baltazar Hinojosa)
3. Normal – 4:48 (testo: Ximena Sariñana – musica: Ximena Sariñana)
4. La Tina – 3:56 (testo: Ximena Sariñana, Joaquín del Paso – musica: Ximena Sariñana, Joaquín del Paso)
5. Reforma – 3:25 (testo: Ximena Sariñana, Baltazar Hinojosa – musica: Ximena Sariñana, Baltazar Hinojosa)
6. No Vuelvo Más – 4:13 (testo: Ximena Sariñana, Leo Minax – musica: Ximena Sariñana, Leo Minax)
7. Cambio de Piel – 3:53 (testo: Ximena Sariñana, Baltazar Hinojosa – musica: Ximena Sariñana, Baltazar Hinojosa)
8. Sintiendo Rara – 3:53 (testo: Erik Coates – musica: Erik Coates)
9. Un Error – 4:32 (testo: Ximena Sariñana, Baltazar Hinojosa – musica: Ximena Sariñana, Baltazar Hinojosa)
10. Gris – 3:07 (testo: Juan Berta, Santiago Carámbula, Nicolás Kolender, Federico Lima, José López – musica: Juan Berta, Santiago Carámbula, Nicolás Kolender, Federico Lima, José López)
11. Pocas Palabras – 6:15 (testo: Ximena Sariñana, Baltazar Hinojosa – musica: Ximena Sariñana, Baltazar Hinojosa)
12. Monitor – 4:23 (testo: Bruno Bressa, Gerardo Galván Chalo Galván – musica: Bruno Bressa, Gerardo Galván, Chalo Galván)
13. Pajaritos (In edizione di lusso) – 3:04 (testo: Ximena Sariñana, Baltazar Hinojosa – musica: Ximena Sariñana, Baltazar Hinojosa)
14. No Vuelvo Más (Bo Tracks Mix) (In edizione di lusso) – 4:37 (testo: Ximena Sariñana, Leo Minax – musica: Ximena Sariñana, Leo Minax)
15. La Tina (By Metronomy) (In edizione di lusso) – 3:54 (testo: Ximena Sariñana, Joaquín Del Paso – musica: Ximena Sariñana, Joaquín Del Paso)
16. La Tina (Bo Tracks Mix) (In edizione di lusso) – 3:48 (testo: Ximena Sariñana, Joaquín Del Paso – musica: Ximena Sariñana, Joaquín Del Paso)
17. Reforma (De Gala, en Ion y en Grande) (In edizione di lusso) – 3:33 (testo: Ximena Sariñana, Baltazar Hinojosa – musica: Ximena Sariñana, Baltazar Hinojosa)
18. Mediocre (Original Version) (In edizione di lusso) – 3:38 (testo: Ximena Sariñana – musica: Ximena Sariñana)

Durata totale: 73:12

## Premi e nomination
| Anno | Album    | Premi               | Categoria                                         | Risultato |
| ---- | -------- | ------------------- | ------------------------------------------------- | --------- |
| 2008 | Mediocre | Latin Grammy Awards | Miglior nuovo artista                             | Nominato  |
| 2008 | Normal   | Latin Grammy Awards | Migliore canzone alternativa                      | Nominato  |
| 2008 | Mediocre | Latin Grammy Awards | Produttore dell'anno                              | Nominato  |
| 2008 | Mediocre | MTV Awards          | Artista rivelazione                               | Vincitore |
| 2008 | Mediocre | MTV Awards          | Miglior solista                                   | Nominato  |
| 2008 | Mediocre | MTV Awards          | Miglior artista pop                               | Nominato  |
| 2008 | Mediocre | MTV Awards          | Miglior artista nord                              | Nominato  |
| 2008 | Mediocre | Lunas del Auditorio | Artista rivelazione                               | Vincitore |
| 2008 | Mediocre | LOS40 Music Awards  | Miglior artista messicana                         | Nominato  |
| 2009 | Mediocre | MTV Awards          | Artista dell'anno                                 | Nominato  |
| 2009 | Mediocre | MTV Awards          | Miglior solista                                   | Nominato  |
| 2009 | Mediocre | MTV Awards          | Miglior artista nord                              | Nominato  |
| 2009 | Mediocre | Grammy Award        | Miglior album di musica latina / alternativa rock | Nominato  |
| 2009 | Mediocre | LOS40 Music Awards  | Miglior artista messicana                         | Nominato  |